# OS/2

Alternatives Logo

OS/2 (Operating System/2 – anfangs bei IBM Deutschland auch BS/2 für Betriebssystem/2) ist ein multitaskingfähiges Einzelbenutzer-Betriebssystem für Personal Computer mit x86-Prozessor, später auch PowerPC-Prozessoren. Es wurde ursprünglich als Nachfolger für DOS von IBM und Microsoft gemeinsam entwickelt. Nachdem Microsoft 1991 die Kooperation beendet hatte, um sich stattdessen der Windows-Weiterentwicklung zu widmen, entwickelte IBM OS/2 allein weiter. 2005 wurden der Vertrieb und die Basisentwicklung von IBM eingestellt, unter der Markenbezeichnung eComStation wurde das Betriebssystem seitdem von Dritten weiterentwickelt. 2017 übernahm die Firma Arca Noae die Weiterentwicklung von OS/2 und bringt bis heute neue Versionen unter dem Namen ArcaOS heraus.

## Geschichte

### Vorgeschichte
Im Januar 1983 begann Microsoft die Entwicklung an einer Version von MS-DOS, die nicht nur ein Programm, sondern mehrere Programme gleichzeitig ausführen konnte. Dieses wurde später unter der Bezeichnung MS-DOS 4.0 veröffentlicht. Allerdings hatte diese Version von MS-DOS einige Einschränkungen. Die Multitaskingfähigkeiten beschränkten sich auf Anwendungen, die speziell für diese Version von MS-DOS entwickelt wurden; ansonsten konnte nur eine herkömmliche MS-DOS-Anwendung ausgeführt werden. Zudem mussten, da das Betriebssystem im Real Mode lief, alle Anwendungen sich den konventionellen Speicher von 640 KiB teilen. Aufgrund dieser Einschränkungen erschien diese Version von MS-DOS nicht im Handel, sondern wurde ausschließlich an bestimmte OEMs lizenziert.
Microsoft entwickelte das Betriebssystem anschließend weiter. Um die Einschränkungen der vorherigen Version zu beheben, sollte der Schutzmodus des 80286-Prozessors ausgenutzt werden. Microsoft unterzeichnete dazu einen Vertrag mit IBM, in dem beide Unternehmen sich einigten, das Betriebssystem, nun unter dem Namen CP/DOS bekannt, gemeinsam weiterzuentwickeln. Zum Ende der Entwicklung hin erfuhr das Betriebssystem eine erneute Namensänderung und hieß fortan OS/2.
Der 80286 hatte ein großes Problem: Zwar konnte der Prozessor vom Real-Mode in den Schutzmodus wechseln, der umgekehrte Weg, also vom Schutzmodus wieder zurück in den Real-Mode zu wechseln, war jedoch nicht vorgesehen und konnte nur durch einen Reset des 80286 bewerkstelligt werden. Diese Umschaltung in den Real-Mode war allerdings notwendig, um weiterhin die Kompatibilität zu DOS-Anwendungen aufrechtzuerhalten, die nur im Real Mode lauffähig sind.
Am 2. April 1987 kündigten Microsoft und IBM das neue Betriebssystem offiziell an. Die erste Version sollte wie DOS textbasiert sein, eine spätere Version sollte dann eine von Windows abgeleitete grafische Benutzeroberfläche namens Presentation Manager beinhalten. Gleichzeitig kündigte Microsoft ein Entwicklungskit für das neue Betriebssystem an, welches für 3.000 US-Dollar erhältlich sein sollte, dieses erschien zwei Monate später.

### OS/2 1.x
Früher als zunächst angekündigt veröffentlichte IBM die erste Version von OS/2 am 4. Dezember 1987 zum Preis von 325 US-Dollar. Knapp zwei Wochen später erschien auch Microsofts Version von OS/2. Während IBM OS/2 direkt vertrieb, lizenzierte Microsoft das Betriebssystem an OEMs weiter, die es mit ihren Computern auslieferten und entsprechend anpassten. Die Systemanforderungen des auf vier Disketten erschienenen Betriebssystems waren ein 80286-Prozessor mit mindestens 2 MiB Arbeitsspeicher und 5 MiB Festplattenspeicher. Die erste Version sah aufgrund der fehlenden grafischen Benutzeroberfläche DOS sehr ähnlich; darunter verbarg sich jedoch ein multitaskingfähiges Betriebssystem, das bis zu zwölf OS/2-Sitzungen zur selben Zeit verwalten kann und bis zu 16 MiB Arbeitsspeicher unterstützt. Daneben bot OS/2 eine weitere Sitzung, in der die meisten DOS-Anwendungen ausgeführt werden konnten. Im Juli 1988 brachte IBM die OS/2 Extended Edition zum Preis von 795 US-Dollar heraus, die zusätzliche Datenbank- und Kommunikationsprogramme enthielt.
Allerdings gab es auch Kritik. So sei es zwar angesichts der großen Zahl an Computern mit 80286-Prozessoren verständlich, dass OS/2 für diesen Prozessor entwickelt wurde, jedoch war zwischenzeitlich bereits der 80386 erschienen, der zahlreiche Vorteile gegenüber dem 80286 bot. Außerdem fehle dem Betriebssystem ein leistungsfähiges Dateisystem – OS/2 benutzte weiterhin das aus DOS übernommene FAT16-Dateisystem, das keine langen Dateinamen unterstützte und in der damaligen Version auf eine maximale Partitionsgröße von 32 MiB beschränkt war. Generell hieß es, dass OS/2 gegenüber DOS keine Vorteile biete, solange es keine Software für das neue Betriebssystem gebe.
Am 31. Oktober 1988 erschien die Version 1.1 von OS/2, die erstmals die langersehnte grafische Benutzeroberfläche enthielt. Diese war jedoch nicht die einzige Neuheit: OS/2 unterstützte nun Partitionen, die größer als 32 MiB sind. Zu den ersten Anwendungen für die neue Benutzeroberfläche zählte Borlands Softwarepaket SideKick, die von November an dem Betriebssystem beilag. Das nunmehr auf fünf Disketten angewachsene OS/2 1.1 hatte ähnliche Systemvoraussetzungen wie die vorherige Version, benötigte aber 8 MiB an Festplattenspeicher. Einer flächendeckenden Verbreitung des Betriebssystems standen zu dieser Zeit hauptsächlich fehlende Treiber im Weg; vor allem Druckertreiber lagen dem Betriebssystem nur sehr spärlich bei.
OS/2 1.2 folgte im September 1989. Diese Version bot erstmals die Möglichkeit der sogenannten installierbaren Dateisysteme, die ähnlich wie Gerätetreiber beim Systemstart geladen werden und im Prinzip den Zugriff auf beliebige Dateisysteme ermöglichen können. Eines dieser installierbaren Dateisysteme, HPFS, ist im Lieferumfang von OS/2 1.2 enthalten: HPFS ist effizienter als das bisherige FAT-Dateisystem, zudem unterstützt es lange Dateinamen und Partitionen, die größer als 2 Gigabyte sind. Außerdem können beliebige Daten, sogenannte erweiterte Attribute, an Dateien angehängt werden. Allerdings gibt es keinerlei Abwärtskompatibilität; DOS kann auf HPFS-Partitionen nicht zugreifen, und für DOS- und ältere OS/2-Anwendungen sind Dateien, die lange Dateinamen benutzen, nicht sichtbar. Außerdem enthält OS/2 1.2 eine überarbeitete Benutzeroberfläche sowie einige zusätzliche Anwendungen.
| Komponente | x86-Architektur                     |
| --- | ----------------------------------- |
| Prozessor | kompatibel zu Intel-80286-Prozessor |
| Arbeitsspeicher | mind. 3,5 MB RAM                    |
| Diskette | mind. ein 3½″-Diskettenlaufwerk     |
| Festplatte | mind. 30 MB freier Speicherplatz    |
| Formal unterstützte Modelle: - IBM PC/AT (5170), Modelle 239, 319, 339 - Personal System/2 Modelle 30, E01 (mit 30-MB-Festplatte), 50 (mit 60-MB-Festplatte), 50Z, 55SX, 60, 70, P70, 80 - IBM Industrial Computer 7531/7532 Modelle 041 und 111 (mit 40-MB-Festplatte), 7541/7542 Modelle 111, 7552 Modell 540 (mit 20-MB-Festplatte), 7561/7562 Modelle 111 |                                     |

Version 1.3 vom November 1990 enthielt kaum Neuerungen, sondern war lediglich eine verbesserte Version von OS/2 1.2, die geringere Systemvoraussetzungen hatte und kürzere Ladezeiten sowie eine schnellere Videoanzeige bot. Außerdem beinhaltete sie mehr Treiber. Die Skriptsprache REXX ist nun in allen Ausführungen von OS/2 1.3 enthalten. Die minimalen Systemanforderungen waren zwar mit 2 MB RAM deutlich niedriger als noch bei der Vorversion, für produktives Arbeiten ist mit 4 MB aber annähernd gleich viel Arbeitsspeicher notwendig. Die Resonanz auf diese Version war jedoch gering.

### Trennung der beiden Entwicklungspartner
Schon von Anfang an war die Beziehung zwischen den beiden Unternehmen angespannt. IBM und Microsoft waren zwei verschiedene Firmen, die unterschiedliche Ziele verfolgten. Microsoft wollte OS/2, ähnlich wie DOS und auch Windows, als Softwareplattform für viele verschiedene PCs verfügbar machen, IBM hingegen wollte mit OS/2 den Verkauf der eigenen Rechner, allen voran die PS/2-Produktreihe, ankurbeln. Auch die Entwickler beider Firmen waren häufig in gegenseitige Konflikte verwickelt. IBM nutzte Lines of Code als Maßeinheit für die Produktivität von Entwicklern; Microsofts Entwickler schrieben hingegen kurzen und effizienten Code und galten dadurch aus IBMs Sicht als unproduktiv. Microsofts Entwickler wiederum beschwerten sich über die Bürokratie von Seiten IBMs. Microsoft wollte OS/2 zügig an den 80386-Prozessor anpassen, aber IBM hielt aufgrund von Kundenversprechen dagegen und propagierte weiterhin die 80286-Version.
Die Spannungen entluden sich schließlich, als Windows 3.0 erschien und ein großer Erfolg wurde. Innerhalb von vier Jahren verkaufte sich OS/2 nur 300.000 Mal, Windows 3.0 hingegen erreichte nach einem Jahr bereits 3 Millionen Kopien. Zunächst hieß es, dass IBM die alleinige Federführung an der nächsten Version von OS/2, die Version 2.0, erhalten sollte, während Microsoft die übernächste Version 3.0 entwickelte. Schließlich gab Microsoft die Entwicklung an OS/2 völlig auf und nutzte die Ressourcen zur Entwicklung eines neuen Betriebssystems mit der Bezeichnung Windows NT.

### OS/2 2.x
Das nun auf sich alleine gestellte IBM veröffentlichte OS/2 2.0 am 1. April 1992, begleitet von einer großen Werbekampagne. Das Unternehmen bezeichnete OS/2 als “a better DOS than DOS and a better Windows than Windows” (deutsch: „ein besseres DOS als DOS und ein besseres Windows als Windows“). OS/2 war nun ein 32-Bit-Betriebssystem, das die Fähigkeiten des 80386 ausnutzte, wenngleich das Betriebssystem weiterhin große Teile an 16-Bit-Code enthielt. Das Betriebssystem konnte erstmals mehrere DOS-Anwendungen parallel ausführen und bot zudem die Möglichkeit, Windows-Anwendungen in einer speziellen Win-OS/2-Umgebung zu starten, die entweder direkt als Fenster in die OS/2-Umgebung eingebettet oder im Vollbild-Modus ausgeführt werden konnte. Der Vollbild-Modus war zwar schneller, aber wegen der fehlenden Unterstützung für Grafikkartentreiber auf 640×480 und 16 Farben beschränkt. Zudem unterstützte die Win-OS/2-Umgebung nur den Standard-Modus, was Anwendungen, die den 386-erweiterten Modus benötigten, ausschloss.
OS/2 2.0 ersetzte den Präsentations-Manager durch die neue Workplace Shell. Das Konzept der Workplace Shell folgt dem Paradigma, dass alles ein Objekt ist, wie etwa Icons, Fenster oder auch der Desktophintergrund, und durch Verfahren wie Drag and Drop angepasst werden kann. So können etwa Schriftarten und -größen sowie Farben jedes Teils einer Anwendung von außen dauerhaft individuell verändert werden. Die Benutzeroberfläche galt als äußerst flexibel, gleichzeitig aber für damalige Verhältnisse als schwierig zu erlernen. Die Workplace Shell merkte sich zudem auf Wunsch die offenen Anwendungen beim Herunterfahren und startete diese wieder, sobald das Betriebssystem wieder hochfuhr.
Am 18. Mai 1993 folgte die Version 2.1 von OS/2. Diese Version bot erstmals eine Multimedia-Unterstützung sowie zahlreiche Treiber vor allem für SCSI-Geräte, Grafikkarten, CD-ROM-Laufwerke und PCMCIA-Geräte. Außerdem wurde die Win-OS/2-Umgebung auf den Stand von Windows 3.1 gebracht und unterstützt im Gegensatz zu OS/2 2.0 den 386-erweiterten Modus. Durch verschiedene Optimierungen, allen voran die Portierung der Grafikfunktionen auf 32 Bit, konnte die Leistung im Vergleich zur Version 2.0 deutlich gesteigert werden. Im Januar 1994 folgte OS/2 for Windows, eine Version von OS/2, der die Win-OS/2-Umgebung fehlte und die stattdessen ein bereits auf dem Rechner installiertes Windows 3.1 benutzte, um Windowsprogramme innerhalb von OS/2 auszuführen. Diese Version war mit 149 US-Dollar günstiger als das reguläre OS/2, das 249 US-Dollar kostete, und war prinzipiell auch ohne Windows verwendbar – dann jedoch ohne Unterstützung für Windowsprogramme. Im Juli 1994 kam OS/2 2.11 SMP heraus, die erste Version von OS/2 mit Unterstützung für Mehrprozessorsysteme mit bis zu 16 Prozessoren.
Die Veröffentlichung von OS/2 2.1 stand ganz im Zeichen der wachsenden Konkurrenz vor allem durch das in Entwicklung befindliche Windows NT des Konkurrenten Microsoft, aber auch durch grafische Unix-Systeme. OS/2 2.x hatte den Zeitvorteil, da es bereits ein Jahr lang auf dem Markt war und dadurch bereits mit 32-Bit-Anwendungen aufwarten konnte. Allerdings lief das Betriebssystem nur auf dem x86-Prozessor und zeigte erhebliche Defizite sowohl im Sicherheits- als auch im Netzwerkbereich.
| Komponente                       | 2.0                                                  | 2.1 / 2.11                                           | OS/2 for Windows                                     |
| -------------------------------- | ---------------------------------------------------- | ---------------------------------------------------- | ---------------------------------------------------- |
| Prozessor                        | x86-Prozessor, kompatibel zu Intel-80386SX-Prozessor | x86-Prozessor, kompatibel zu Intel-80386SX-Prozessor | x86-Prozessor, kompatibel zu Intel-80386SX-Prozessor |
| Arbeitsspeicher                  | mind. 4 MB RAM                                       | 4 MB, 6 MB RAM empfohlen                             |                                                      |
| Diskette                         | 3½″-Diskettenlaufwerk                                | 3½″-Diskettenlaufwerk als Laufwerk A:                | 3½″-Diskettenlaufwerk als Laufwerk A:                |
| Festplatte, freier Speicherplatz | 15 bis 30 MB                                         | 20 bis 40 MB                                         | 20 bis 40 MB                                         |
| Peripheriegeräte                 | Maus                                                 | Maus                                                 | Maus                                                 |
| Win-OS/2                         | (optional)                                           | (optional)                                           | Windows 3.1                                          |

### OS/2 3.x

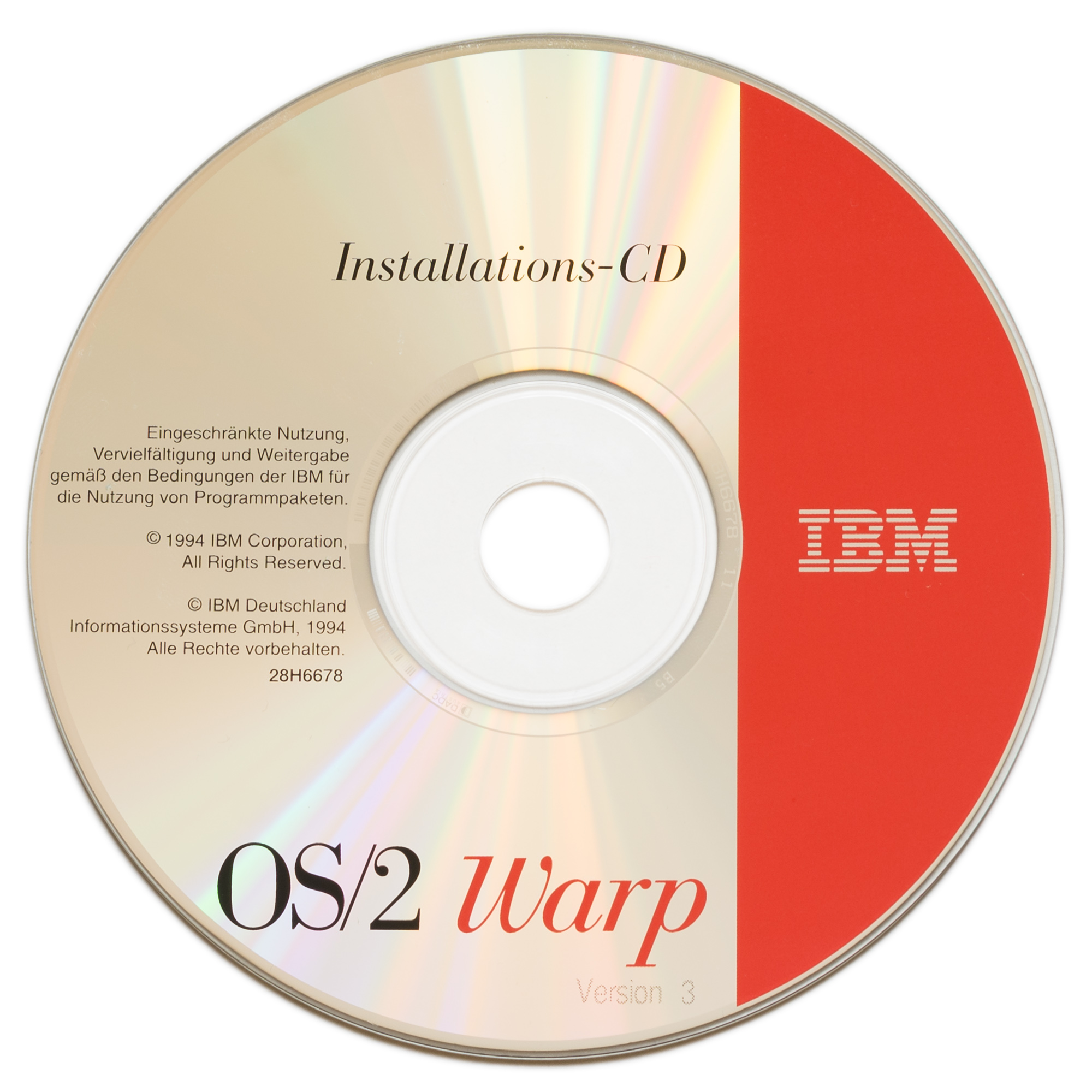
Installations-CD von OS/2 Warp 3.0

IBM kündigte an, an einer neuen Version von OS/2 unter dem Namen Personal OS/2 zu arbeiten. Diese sollte einen geringeren Speicherverbrauch aufweisen und so direkt mit Windows 3.1 konkurrieren. Aus Personal OS/2 wurde zunächst OS/2 3.0 und im Oktober 1994 erschien das Betriebssystem unter der Bezeichnung OS/2 Warp. OS/2 Warp erschien zunächst, ähnlich wie OS/2 2.1 zuvor, in zwei Versionen, die aufgrund ihrer Verpackung auch Blue Spine und Red Spine genannt wurden: Blue Spine enthielt wie in vorherigen Versionen die Win-OS/2-Umgebung, während Red Spine ein bereits installiertes Windows verwendete.
OS/2 Warp enthielt hauptsächlich einige Verbesserungen der grafischen Benutzeroberfläche, unter anderem das LaunchPad zum schnelleren Start von Programmen. Die größte Neuerung war jedoch das beiliegende BonusPak, mit dem IBM dem Mangel an Anwendungen für OS/2 begegnete. Darunter befanden sich etwa IBM Works, eine Sammlung von Büroanwendungen ähnlich dem Konkurrenzprodukt Microsoft Works sowie eine Sammlung an Internetprogrammen, die eine einfache Möglichkeit boten, sich über ein Modem ins Internet einzuwählen und es mittels der beiliegenden Programme wie eines Webbrowsers zu benutzen. Im Mai 1995 folgte OS/2 Warp Connect, welches ähnlich wie die normale Version von OS/2 Warp jeweils als Blue Spine und Red Spine erschien. Diese Version von OS/2 bot gegenüber der normalen Version von OS/2 zusätzliche Netzwerkfunktionen, wie TCP/IP-Unterstützung, einen Netware-Client, eine Datei- und Druckerfreigabe sowie einen Remoteclient ähnlich dem Remote Access Service unter Windows.
Am 26. Februar 1996 erschien OS/2 Warp Server 4.0 – trotz des Namens eine Version von OS/2 Warp 3.0 – und trat die Nachfolge des vormals separaten Produkts LAN Server an. Dieser bietet unter anderem einen DHCP-Server und dynamisches DNS. Zudem integrierte IBM zahlreiche Produkte, die zuvor separat bezogen werden mussten, in das Betriebssystem. Dazu zählt etwa das Systemverwaltungsprogramm SystemView, mit dem sowohl der Server als auch die angeschlossenen Clients verwaltet werden können, eine Backuplösung namens Personally Safe and Sound, sowie einen Replikationsdienst für Laptops. OS/2 Warp Server 4.0 erschien sowohl in einer normalen Version zum Preis von 629 US-Dollar als auch in der Advanced-Version für 1299 US-Dollar; letztere unterstützte mehr Clients, das Dateisystem HPFS386, softwareseitiges RAID sowie Disk Quotas. Im September 1996 folgte eine Version von OS/2 Warp Server 4.0 Advanced mit SMP-Unterstützung.
Im Jahr 1995 verkaufte IBM 5,4 Millionen Kopien von OS/2, davon 2,1 Millionen zusammen mit IBM-Computern, 2,2 Millionen im Handel und 1,1 Millionen über OEMs.
| Komponente                       | Warp 3.0                                                    | Warp 3.0 Connect                                            |                 |
| -------------------------------- | ----------------------------------------------------------- | ----------------------------------------------------------- | --------------- |
| Prozessor                        | x86-Prozessor, kompatibel zu Intel-80386SX-Prozessor        | x86-Prozessor, kompatibel zu Intel-80386SX-Prozessor        |                 |
| Arbeitsspeicher                  | mind. 4 MB RAM                                              | mind. 8 MB RAM                                              |                 |
| Grafikkarte                      | VGA-kompatibel                                              | VGA-kompatibel                                              |                 |
| Diskette                         | 3½″-Diskettenlaufwerk als Laufwerk A:                       | 3½″-Diskettenlaufwerk als Laufwerk A:                       |                 |
| Festplatte, freier Speicherplatz | 35 bis 55 MB                                                | 90 MB (typisch)                                             | 90 MB (typisch) |
| Peripheriegeräte                 | IBM-kompatible Maus                                         | IBM-kompatible Maus                                         |                 |
| Netzwerkkarte                    | (optional)                                                  | kompatible Netzwerkkarte                                    |                 |
| Optisches Laufwerk               | (optional)                                                  | kompatibles CD-ROM-Laufwerk                                 |                 |
| Multimedia                       | kompatible Soundkarte (optional)                            | kompatible Soundkarte (optional)                            |                 |
| Win-OS/2 (optional)              | Windows 3.1 oder 3.11, inklusive „for Workgroups“-Versionen | Windows 3.1 oder 3.11, inklusive „for Workgroups“-Versionen |                 |

### OS/2 für PowerPC
1991 plante IBM ein neues Projekt unter dem Namen Workplace OS. Basierend auf dem Mach-Kernel sollte das Workplace OS in der Lage sein, auf Basis des PowerPC-Prozessors mehrere Betriebssysteme, wie OS/2, AIX und Mac OS, auszuführen, und das auf verschiedenen Geräten, wie Desktop-PCs oder PDAs. Doch Apple stieg aus der Entwicklung aus und die Portierung von AIX auf Workplace OS stellte sich als unpraktikabel heraus, da das Betriebssystem aufgrund von Leistungseinbußen hinter den Konkurrenzprodukten SunOS und HP-UX zurückfallen würde. Zwar arbeitete IBM weiter an Workplace OS, doch im Oktober 1995 stellte das Unternehmen das Produkt ein, nachdem schwere Unzulänglichkeiten im PowerPC-620-Prozessor bekannt wurden.
Stattdessen begann IBM unabhängig von Workplace OS die Portierung von OS/2 auf den PowerPC-Prozessor. 1994 kündigte das Unternehmen an, OS/2 für PowerPC bis zum Jahresende fertigzustellen. Die PowerPC-Version würde wie die x86-Version von OS/2 DOS- und Windowsprogramme unterstützen, dafür aber nicht mit alten 16-Bit-OS/2-Anwendungen kompatibel sein. Ende des Jahres veröffentlichte IBM eine erste Vorversion des Produkts. Der Veröffentlichungstermin musste mehrmals verschoben werden, und erst zwei Jahre später, im Januar 1996, bot IBM OS/2 für PowerPC an, allerdings nur auf Anfrage für Kunden, die das Produkt vor seiner Veröffentlichung testen wollten. Das Betriebssystem war zu diesem Zeitpunkt allerdings noch sehr unvollständig – obwohl offiziell OS/2 Warp Connect, PowerPC edition bezeichnet, gab es keinerlei Netzwerkfunktionalität. Nur einen Monat später entschied IBM, die Entwicklung von OS/2 für PowerPC einzustellen und das Produkt nicht im Handel anzubieten.
| Komponente | Voraussetzung         |
| --- | --------------------- |
| Prozessor | PowerPC 603e oder 604 |
| Formal unterstützte Modelle: - IBM Personal Computer Power Series 830 und 850 (PowerPC 604) - IBM ThinkPad Power Series 820 und 850 (PowerPC 603e) |                       |

### OS/2 4.x
Im September 1995 kündigte IBM eine neue Version von OS/2 mit dem Codenamen Merlin an, die im März 1996 erscheinen sollte. Dieser Termin verzögerte sich jedoch und so startete IBM erst am 13. Juni den Betatest von Merlin, bei dem eine Vorversion des Betriebssystems an 10.000 Tester herausgegeben wurde. Zeitweise plante IBM, Unterstützung für 32-Bit-Windowsanwendungen in Merlin zu implementieren, sah aber von diesem Vorhaben ab. Nach einem weiteren Betatest im August stellte IBM OS/2 Warp 4.0 am 25. September 1996 vor. OS/2 Warp 4.0 enthielt eine komplett überarbeitete Benutzeroberfläche. Über das WarpCenter, das das LaunchPad ersetzt, können Programme über ein Drop-Down-Menü gestartet werden, ähnlich wie beim Startmenü unter Windows 95. Mit der Funktion VoiceType kann das Betriebssystem über eine Spracheingabe gesteuert werden. Außerdem enthielt das Betriebssystem eine Java-Runtime sowie das zugehörige Java Development Kit. Darüber hinaus wurde der Object REXX Interpreter mit Unterstützung für Workplace Shell Programmierung integriert. OS/2 Warp 4.0 implementierte erstmals OpenGL und enthielt zudem Open32, das die Portierung von 32-Bit-Windowsanwendungen auf OS/2 vereinfachen sollte. Im Gegensatz zur vorherigen Version gab es keine unterschiedlichen Varianten von OS/2 Warp 4.0; das Betriebssystem enthielt sowohl die Netzwerkfunktionen als auch die Win-OS/2-Umgebung.
Vor allem Firmen kritisierten diese Version von OS/2. Die neuen Funktionen dieser Version von OS/2 seien hauptsächlich für Heimanwender interessant, für Unternehmen bedeuteten sie lediglich zusätzliche Schulungskosten. Als OS/2 Warp 4 erschien, benutzten die meisten Unternehmen noch die Version 2.11, einige hatten erst die Migration auf den Vorgänger OS/2 Warp abgeschlossen. Gleichzeitig mehrten sich die Anzeichen, dass IBM sein Engagement an OS/2 aufgeben würde, auch wenn das Unternehmen zusicherte, das Betriebssystem noch mindestens zehn Jahre zu unterstützen. Im November 1997 erschien mit WorkSpace on-demand eine OS/2-basierte Thin-Client-Lösung.
Im Mai 1999 veröffentlichte IBM OS/2 Warp Server for e-business. Diese Version von OS/2, die wie die vorherige Version symmetrisches Multiprocessing mit bis zu vier Prozessoren unterstützt, enthält ein neues, stabileres Dateisystem namens Journaled File System, Unterstützung für das Jahr 2000 und das Eurozeichen. Netzwerkmäßig bietet das Betriebssystem eine Portierung des Apache Web Servers unter dem Namen Domino Go sowie WebSphere, ein Anwendungsserver mit Unterstützung für JavaServer Pages. Mit einem Preis von 1699 US-Dollar galt diese Version von OS/2 als stark überteuert und allerhöchstens für bestehende OS/2-Nutzer interessant.
Im Jahr 2000 gab IBM bekannt, ein Convenience Pack jeweils für Warp 4 und Warp Server zu veröffentlichen. Dieses Convenience Pack enthielt eine bootfähige Installations-CD mit allen bisher erschienenen Aktualisierungen. Dies sollte die Installation von OS/2 vor allem auf neueren Systemen vereinfachen, wofür bisher eine zeitraubende Installation von Fixpacks, Gerätetreibern und aktueller Software notwendig war. Das Convenience Pack war lediglich über ein Abonnement bei IBM erhältlich. Gleichzeitig arbeitete das Unternehmen Serenity Systems an einer Weiterentwicklung von OS/2 Warp 4 unter dem Namen eComStation, dessen erste Version 2001 erhältlich war.
Schließlich kündigte IBM im Jahr 2005 an, die Unterstützung von OS/2 zum Ende des Jahres 2006 einzustellen. Den Kunden empfahl das Unternehmen einen Umstieg auf Linux.
| Komponente          | Mindestvoraussetzung                                                | Empfohlen |
| ------------------- | ------------------------------------------------------------------- | --- |
| Prozessor           | i486-kompatibler x86-Prozessor mit mind. 33 MHz                     | VoiceType: mind. Pentium-kompatibler x86-Prozessor mit 75 MHz (Sprachsteuerung) bzw. 100 MHz (Spracherkennung) |
| Arbeitsspeicher     | 12 bis 16 MB RAM                                                    | VoiceType: 4 MB RAM zusätzlich (Sprachsteuerung) 8 bis 12 MB RAM zusätzlich (Spracherkennung)                  |
| Grafikkarte         | VGA                                                                 | SVGA mit 640 × 480 in 256 Farben oder besser                                                                   |
| Laufwerke           | 3½″-Diskettenlaufwerk als Laufwerk A:                               | 3½″-Diskettenlaufwerk als Laufwerk A:                                                                          |
| Laufwerke           | OS/2-kompatibles CD-ROM-Laufwerk                                    | |
| Festplatte          | 100 bis 300 MB freier Speicherplatz                                 | 100 bis 300 MB freier Speicherplatz                                                                            |
| Peripheriegeräte    | IBM-kompatible Maus                                                 | IBM-kompatible Maus                                                                                            |
| Internet (optional) | kompatibles Modem mit mind. 14,4 kbps oder kompatible Netzwerkkarte | kompatibles Modem mit mind. 14,4 kbps oder kompatible Netzwerkkarte                                            |
| Multimedia          | kompatible Soundkarte und Mikrofon (für VoiceType)                  | kompatible Soundkarte und Mikrofon (für VoiceType)                                                             |

## Verwendung des Betriebssystems heute
OS/2 wird heute unter dem Namen ArcaOS durch das Unternehmen Arca Noae weiterentwickelt und verkauft. Die aktuelle Version 5.1 wurde am 23. August 2023 vorgestellt. Konferenzen für Anwender und Entwickler finden jährlich in den USA (Warpstock) und Europa (Warpstock Europe) statt, zuletzt am 1. Dezember 2023 in den USA, und von 7. bis 9. Juni 2024 in Europa (Veranstaltungsort ist Rheine in Nordrhein-Westfalen).
Mittlerweile wird OS/2 im Heim-Bereich wegen des geringeren Angebots an aktueller Software kaum noch eingesetzt, und auch bei Banken, Versicherungen und Fluggesellschaften ist die Nutzung rückläufig. Neue Installationen werden meistens mit ArcaOS 5.1 realisiert. Auch in der Haus- und Sicherheitstechnik wird es noch verwendet. Außerdem füllt es eine Nische in der Fertigungsindustrie aus.
Bisher ist OS/2 bzw. ArcaOS von Gefahren wie Viren, Trojanischen Pferden und Würmern praktisch verschont geblieben. Dies ist allerdings weniger auf die Systemarchitektur als mehr auf den geringen Marktanteil zurückzuführen. OS/2 wird (Stand 2019) beispielsweise noch von der Metropolitan Transportation Authority in New York eingesetzt; es steuert die Kartenleser an den Ein- und Ausgängen der New Yorker U-Bahn.
Das österreichische Unternehmen bww bitwise works GmbH arbeitet an der Portierung von Software auf OS/2 (siehe News-Sektion der Webseite) und hat beispielsweise OpenOffice für OS/2 vorgestellt.

## DOS und OS/2
OS/2 konnte normale Real-Mode-DOS-Programme und DOS-Programme, die Extended Memory Specification (XMS) oder Expanded Memory Specification (EMS) Speicher benötigten, ausführen.
Ebenso war die Ausführung von Protected-Mode-Programmen, die einen DPMI konformen DOS-Extender (z. B. DOS/4GW) verwendeten, möglich.
Was nicht funktionierte, waren DOS-Programme, die im Protected Mode liefen und dazu das Virtual Control Programm Interface (VCPI) oder andere zu DPMI inkompatible DOS-Extender nutzten. Ebenso liefen Programme nicht, die in einem undokumentierten Unreal Mode liefen.

## Windows und OS/2

### Windows 3.x unter OS/2
OS/2 kann mithilfe des Virtual 8086 Modes des 80386 Prozessors MS-DOS-Programme und mittels WinOS/2, also der OS/2 Ausgaben mit mitgeliefertem Windows-3.x, oder mit einem zuvor installierten Windows 3.1 16-Bit-Win16-Windowsprogramme ausführen.

### ODIN API für OS/2
Mit Win32s und vor allem dem Projekt Odin ist es möglich, einige Win32-Programme innerhalb der OS/2-Umgebung zu nutzen.

### Windows Anwendungen mithilfe von Emulatoren und Virtuellen Maschinen
Über Virtual PC, das vor der Übernahme von Connectix durch Microsoft auch für OS/2 verfügbar war, oder Bochs lassen sich auch komplette Win32-Umgebungen starten.

### Open32 API für OS/2
Für die einfache Überführung von Windows in OS/2-Anwendungen existiert die Schnittstelle Open32. Zudem gibt es Bibliotheken und Entwicklungswerkzeuge, welche die Portierung von Unix-Anwendungen unterstützen.

## Marktentwicklung
OS/2 war seiner Zeit weit voraus. Es bot Funktionen wie präemptives Multitasking, die erst später in anderen Betriebssystemen Einzug hielten. Erst mit Windows 2000 konnte Microsoft ein Produkt herausbringen, das OS/2 aus technischer Sicht ebenbürtig war. In wirtschaftlicher Hinsicht blieb der Erfolg jedoch aus, was vielfach mit ungenügendem Marketing seitens IBM in Verbindung gebracht wird. Die relativ geringe Verbreitung des Systems führte zu Verlusten bei IBM und den meisten Unternehmen, die Anwendungen für OS/2 entwickelten. IBM verlor letztlich sowohl in der Hardware-Sparte, die durch billigere Nachbauten der Konkurrenz unter Druck geriet, als auch mit OS/2 seine Vormachtstellung am PC-Markt und musste diesen Markt, einst von dem Unternehmen begründet, weitestgehend an die Konkurrenz abtreten.

### Das Scheitern von OS/2 1.x
Trotz des großen Interesses an dem neuen Betriebssystem sollte sich OS/2 zunächst als Fehlschlag erweisen.
Ein großer Fehler von IBM war die zunächst fehlende grafische Benutzeroberfläche. Seit dem Erfolg des Macintosh im Jahr 1984 stieg das Interesse an grafischen Benutzeroberflächen stark an; kommandozeilenbasierte Betriebssysteme galten als nicht mehr zeitgemäß. Bereits zuvor scheiterte IBM mit TopView am Versuch, ein kommandozeilenbasiertes Betriebssystem auf dem Markt zu etablieren. Die Entwicklung an der grafischen Oberfläche von OS/2 verzögerte sich, da IBM sich entschied, die Systems Application Architecture zu implementieren, um die Entwicklung von Anwendungen für das gesamte Portfolio von IBM-Rechnern, vom Großrechner bis zum PC, zu vereinheitlichen. Das Konzept scheiterte letztendlich und die Verzögerungen sorgten dafür, dass die grafische Benutzeroberfläche erst zu einem späteren Zeitpunkt fertiggestellt werden konnte und das Betriebssystem vorerst nur mit einer kommandozeilenbasierten Oberfläche ausgestattet wurde. Somit wiederholte das Unternehmen genau denselben Fehler.
Der Name „OS/2“ stellte sich als äußerst ungünstig heraus, da viele potentielle Kunden dachten, das Betriebssystem würde nur auf PS/2-Rechnern laufen. Zudem schreckte die Preispolitik von IBM potentielle Kunden ab. OS/2 war weit teurer als DOS und auch Windows, sodass nur wenige das Betriebssystem im Handel kauften. Der Preis für das Entwicklungskit von 3000 US-Dollar war für viele kleinere Entwicklungsunternehmen zu teuer und stand in keinem Verhältnis zu vergleichbaren Entwicklungskits für Windows oder den Macintosh.
Auf einen weiteren Faktor hatte IBM keinen Einfluss: Genau zur Veröffentlichung von OS/2 kam es aufgrund von Produktionsschwierigkeiten zu einem Lieferengpass bei Speicherbausteinen, der den Preis von Arbeitsspeicher auf das Vierfache ansteigen ließ. Zwei Jahre lang hielt sich dieses Preisniveau. Dies machte das Aufrüsten eines PCs für OS/2 zu einem äußerst kostspieligen Unterfangen.
Als sich herauskristallisierte, dass Windows zu einem großen Erfolg werden würde, gab es einige Pläne von IBM-Entwicklern, um Microsoft doch noch aufzuhalten. Einer dieser Pläne war, die grafische Benutzeroberfläche GEOS von GeoWorks aufzukaufen. GEOS war sehr ressourcenschonend und lief selbst auf dem originalen IBM PC in einer akzeptablen Geschwindigkeit. Ein anderer Plan war, den Presentation Manager auf DOS zu portieren und so auf den OS/2-Unterbau zu verzichten. Das Unternehmen entschied sich jedoch, diese Pläne abzuweisen und stattdessen auf vollen Konfrontationskurs mit Microsoft zu gehen, und drohte damit, Windows nicht länger zu vermarkten und zu unterstützen, sollte Microsoft nicht seine Rechte an Windows an IBM abgeben. Bill Gates entschied sich, nicht auf die Drohung einzugehen, und so verlor IBM seinen letzten Einfluss auf Microsoft.

### Entwicklung ab OS/2 2.0
Mit OS/2 2.0 versuchte IBM nun alleine, gegen die Übermacht von Microsoft und seinem Betriebssystem Windows anzukämpfen. Das Betriebssystem litt weiterhin an einem Mangel an Anwendungsprogrammen, da sich IBM nicht bemühte, Entwickler anzuwerben oder sie zu unterstützen. Eine in diesem Licht getroffene Entscheidung war Win-OS/2, mit der Windows-Anwendungen auch auf OS/2 ausgeführt werden konnten. Zwar erhielt OS/2 dadurch kurzfristig einen Vorteil, langfristig jedoch sank dadurch der Anreiz für Entwickler, spezielle OS/2-Anwendungen zu entwickeln, da Windows-Anwendungen ohnehin auch auf OS/2 lauffähig waren.
Eines der größten Probleme war, dass IBM nun versuchen musste, das Betriebssystem selber zu vermarkten. Als ein typisches Großunternehmen vermarktete IBM seine Produkte zu einem großen Teil an andere Unternehmen und wusste so im B2B-Bereich zu bestehen. IBM hatte jedoch keinerlei Erfahrung damit, Produkte an Endanwender zu verkaufen, und beging dadurch zahlreiche große Fehler. So sponserte IBM jahrelang den Fiesta Bowl des amerikanischen College Footballs mit dem Großteil der für OS/2 veranschlagten Werbekosten, ohne dass es einen erkennbaren Zusammenhang zwischen College-Football-Fans und dem Betriebssystem gab.
Mit OS/2 Warp versuchte sich IBM an einer neuen Marketingkampagne. Schon zuvor nutzte das Unternehmen intern Begriffe aus dem Star-Trek-Universum als Codenamen und so wollte IBM das Betriebssystem mithilfe von Darstellern aus der Serie offiziell veröffentlichen. Jedoch vergaß das Unternehmen dabei, sich die notwendigen Rechte von Paramount Pictures zu sichern. Paramount drohte mit einer Klage, und so musste IBM die geplante Werbekampagne fallen lassen. Den Begriff „Warp“ konnte das Unternehmen zwar weiter nutzen, aber nur in einer seiner anderen Bedeutungen, die ein eher schlechtes Licht auf das Produkt warfen.
Als IBM bemerkte, dass erste Entwickler Spiele für das Betriebssystem entwickelten und diese eine große Resonanz entwickelten, fasste das Unternehmen den Beschluss, Warp für jugendliche Computerfreaks zu bewerben. Damit stand IBM jedoch im Konflikt zu den bisherigen Kunden des Betriebssystems, die größtenteils Unternehmen waren und ganz andere Anforderungen an das Betriebssystem stellten. Dazu kamen die vor allem in den USA ausgestrahlten und von allen Seiten stark kritisierten Werbevideos, die die Stärken des Betriebssystems überhaupt nicht darstellten, dazu zählte etwa ein Werbevideo, das Nonnen in einem tschechischen Kloster zeigt. Vor allem der technische Kundendienst war auf den Ansturm von Endkunden nicht vorbereitet, sodass IBM große Summen an Geld ausgeben musste, um triviale Probleme von Endkunden zu lösen, und das trotz der Marge des Betriebssystems, die vor allem aufgrund von Lizenzzahlungen an Microsoft gering ausfiel.
Innerhalb des Entwicklerteams bei IBM herrschte eine hohe Fluktuation, sodass es zuletzt nur noch wenige Entwickler gab, die sich mit dem Quellcode von OS/2, der zu großen Teilen noch in Assembler geschrieben war, auskannten. Dadurch blieben zahlreiche Fehler des Betriebssystems bis zuletzt ungelöst. Am bekanntesten ist dabei ein konzeptuelles Problem des Presentation Managers, der nur eine einzige synchrone Eingabewarteschlange (Synchronous Input Queue) besaß. Dadurch konnte ein fehlerhaftes Programm die gesamte grafische Benutzeroberfläche blockieren und so das Betriebssystem unbenutzbar machen.
Schließlich trug auch das Scheitern von OS/2 für PowerPC zum Untergang des Betriebssystems bei. Der Erfolg des Projekts hing die ganze Zeit von den PowerPC-Prozessoren ab, und als diese nicht die erhoffte Leistung zeigten und kaum besser waren als vergleichbare Intel-Prozessoren, war OS/2 für PowerPC zum Scheitern verurteilt. Dabei band das Projekt wertvolle Ressourcen, die vor allem im Angesicht des sich in Entwicklung befindlichen Windows 95 besser dazu hätten genutzt werden können, die x86-Version zu verbessern. Eine viel fatalere Folge war jedoch, dass IBM das Vertrauen in das OS/2-Entwicklerteam verlor und ihm deshalb weitere Ressourcen entzog, weil es nicht in der Lage war, OS/2 für PowerPC rechtzeitig fertigzustellen.
Aber auch Microsoft unternahm Versuche, die Verbreitung von OS/2 zu verhindern. Als die deutschen Computerhändler Vobis und Escom ankündigten, auf ihren PCs zukünftig OS/2 vorzuinstallieren und Windows nur noch gegen Aufpreis anzubieten, übte Microsoft massiven Druck auf die beiden Computerhändler aus. So schloss Microsoft Vobis vom Beta-Programm von Windows 95 aus, bot für die Zukunft Windows-Lizenzen nur zu wesentlich schlechteren Bedingungen an und versuchte, Vobis dazu zu zwingen, eine Verschwiegenheitserklärung zu unterzeichnen. Ebenso weigerte sich Microsoft zunächst, Windows 95 an IBM zu lizenzieren, und verlangte von dem Unternehmen, OS/2 sofort einzustellen, um Lizenzen für Windows 95 zu erhalten. Erst am Tag der Veröffentlichung von Windows 95 erhielt IBM die Lizenzen von Microsoft.
Der endgültige Schlag traf OS/2, als Lou Gerstner, der CEO von IBM, in einem Interview bekanntgab, dass OS/2 seinen letzten Kampf führe und es zu spät für IBM sei. Dies interpretierten viele Entwickler dahingehend, dass IBM das Betriebssystem OS/2 aufgeben werde. Später gab ein IBM-Pressesprecher bekannt, dass er zuhause Windows 95 installieren werde; er verglich OS/2 in diesem Zusammenhang mit Sonys Betamax, was die öffentliche Meinung von OS/2 zusätzlich traf. IBM unternahm nichts, um diese Aussagen richtigzustellen und so wendeten sich zahlreiche Entwickler und Kunden von OS/2 ab. In dem Moment galt OS/2 als gescheitert und auch IBM hatte keinen klaren Plan für OS/2 Warp 4, sodass diese Version kaum Marktanteile erzielen konnte.
Ende 1996 schloss IBM schließlich ihr Entwicklungsstudio in Boca Raton in Florida, das für die IBM-seitige Entwicklung von OS/2 verantwortlich war.

## Versionsgeschichte

### 16-Bit-Versionen
- IBM
  - IBM BS/2 1.0
    - Standardversion – Dezember 1987, Textmodus
    - Erweiterte Version – Juli 1988, Kommunikationsmanager und Datenbankmanager

  - IBM BS/2 1.1
    - Standardversion – Oktober 1988, erstmals mit Präsentations-Manager
    - Erweiterte Version – Anfang 1989, zusätzlich mit LAN-Requester

  - IBM OS/2 1.2
    - Standardversion – November 1989, Installierbare Dateisysteme, HPFS
    - Erweiterte Version – Januar 1990

  - IBM OS/2 1.3
    - Standardversion – November 1990
    - Erweiterte Version – Februar 1991
- Microsoft (OEM)
  - Microsoft OS/2 1.0 – November 1987
  - Microsoft OS/2 1.1 – Oktober 1988, mit Presentation Manager
  - Microsoft OS/2 1.2 – November 1989, Unterstützung für HPFS
  - Microsoft OS/2 1.3 – November 1990, Grundlage für den MS LAN Manager 2.1, bereits mit HPFS386

### 32-Bit-Versionen
- IBM
  - IBM OS/2 2.0 Limited Edition – 1991 Vorabversion
  - IBM OS/2 2.0 – 31. März 1992, 32 Bit, i386-basiert
  - IBM OS/2 2.1 – Mai 1993
  - IBM OS/2 2.1 für Windows – Dezember 1993, ein OS/2 2.1, 3.0 Warp ohne Windows-3.1-Emulation. Die Original-Windows-3.1/3.11-Installation wurde dabei integriert. Selbiges gilt auch für OS/2 Warp 3.0 für Windows.
  - IBM OS/2 2.11 – Februar 1994
  - IBM OS/2 Warp 3.0 – September 1994
  - IBM OS/2 Warp 3.0 für Windows – Oktober 1994
  - IBM OS/2 2.11 SMP – Dezember 1994, unterstützt SMP bis 16 Prozessoren
  - IBM OS/2 Warp Connect 3.0 – 1995
  - IBM OS/2 Warp PowerPC Edition – ab Dezember 1995, jedoch unfertig und nie vollendet[97]
  - IBM OS/2 Warp Server 4.0 Aurora – 1996, Grundsystem war OS/2 Warp 3.0 Connect mit den neuesten Bugfixes und der neuesten Version des TCP/IP-Stacks. Es gab eine Standard- und eine Advanced-Version. Letztere enthielt mehr Netzwerkzeuge und das Dateisystem HPFS386.
  - IBM OS/2 Warp 4 Merlin – September 1996, OpenGL-Unterstützung
  - IBM WorkSpace on-Demand 1.0 – 1997
  - IBM WorkSpace on-Demand 2.0 – 1999
  - IBM OS/2 Warp Server for e-Business (4.50) – 1999
  - IBM OS/2 Warp 4.51 Convenience Package 1 – Dezember 2000
  - IBM OS/2 Warp 4.52 Convenience Package 2 – Januar 2002
- in Lizenz von XEU.com BV (vormals Serenity Systems und Mensys BV)
  - eComStation 1.0 – 2001
  - eComStation 1.1 – 2003
  - eComStation 1.2 – 2004 (Überarbeitung: eComStation 1.2R – 2006)
  - eComStation 2.0 – 2010
  - eComStation 2.1 – 2011
- in Lizenz von ArcaNoae
  - ArcaOS 5.0 – 2017[98]
  - ArcaOS 5.01 – 2017[99]
  - ArcaOS 5.02 – 2018[100]
  - ArcaOS 5.03 – 2018[101]
  - ArcaOS 5.04 – 2019[102]
  - ArcaOS 5.05 – 2020[103]
  - ArcaOS 5.06 – 2020[104]
  - ArcaOS 5.07 – 2021[105]
  - ArcaOS 5.08 – 2023[106]
  - ArcaOS 5.1.0 – 2023[107]
  - ArcaOS 5.1.1 – 2025[108]